# Judo Club Wetzikon
Der Judo Club Wetzikon (JCW) ist ein Judo-Club aus Wetzikon im Kanton Zürich, der am 2. September 1968 gegründet wurde. Der Club ist Mitglied im Schweizerischen Judo & Ju-Jitsu Verband.
Das Vereinswappen zeigt einen Wurf neben den drei grünen Windlichtern mit roten Flammen aus dem Stadtwappen auf schwarz-gelbem Hintergrund. Auch die Vereinsfarben sind schwarz-gelb. Jedes Jahr organisiert der Club ein Turnier für Anfänger, das von Nachwuchskämpfern aus der ganzen Schweiz besucht wird.
Zwischen 2001 und 2013 war der Verein in der Nationalliga A präsent.
Die Herrenmannschaft Wetzikon kämpft aktuell in der Nationalliga B, der zweithöchsten Liga der Schweiz.
Die Damenmannschaft Wetzikon-Horgen kämpft in der Ersten Liga.
Zusammen mit dem Judo-Club Sihltal wird einer Mannschaft für die U15-OSMM gestellt.

## Erfolge
1988 gewann Daniel Wyss die erste Medaille bei Junioren Schweizer Einzelmeisterschaften. Ein Jahr später gewann Beat Hintermüller den ersten Junioren Schweizer Meistertitel für den Verein. Seither wurden bis Ende 2014 insgesamt 39 Schweizermeistertitel in verschiedenen Nachwuchs-Altersklassen gewonnen. Diverse silberne und bronzene Auszeichnungen kamen dazu.
Der Judo Club Wetzikon führt die ewige Rangliste der Ostschweizer-Mannschaftsmeisterschaften für Schüler und Junioren mit 19 Gold-, 5 Silber- und 10 Bronze-Medaillen an.